# نیک جوناس
نیکلاس جری «نیک» جوناس (انگلیسی: Nick Jonas؛ زادهٔ ۱۶ سپتامبر ۱۹۹۲) خواننده، ترانه‌سرا و بازیگر اهل ایالات متحده آمریکا است. وی از سال ۲۰۰۰ میلادی تاکنون مشغول فعالیت بوده‌است. جوناس بازیگری را از هفت سالگی و با بازی در تئاتر آغاز کرد و اولین تک‌آهنگ خود را در سال ۲۰۰۲ منتشر کرد که مورد توجه کلمبیا رکوردز قرار گرفت، جایی که او و برادرانش گروه جوناس برادرز را تشکیل دادند. این گروه اولین آلبوم استودیویی خود را با نام دربارهٔ زمان از طریق کلمبیا رکوردز در سال ۲۰۰۶ منتشر کردند. این گروه پس از ترک کلمبیا رکوردز و امضای قرارداد با هالیوود رکوردز دومین آلبوم استودیویی خود را در سال ۲۰۰۷ منتشر کردند. این گروه در این مدت به چهره‌های مشهوری تبدیل شدند و طرفداران زیادی کسب کردند.
نیک جوناس بیشتر برای حضور در گروه پاپ راک جوناس برادرز شناخته می‌شود. او پس از جدا شدن از گروه در سال ۲۰۱۳، فعالیت انفرادی خود را ادامه داد. نیک جوناس دومین آلبوم استودیویی خود را در نوامبر ۲۰۱۴ منتشر کرد.
وی از سال ۲۰۱۸ همسر پریانکا چوپرا بازیگر سینما و تلویزیون می‌باشد.

## فیلم‌شناسی
- شب در موزه: نبرد اسمیتسونین (۲۰۰۹)
- مراقب باش چه آرزویی می‌کنی (۲۰۱۵)
- بز (۲۰۱۶)
- جومانجی: به جنگل خوش آمدید (۲۰۱۷)
- عروسک‌های زشت (۲۰۱۹)
- میدوی (۲۰۱۹)
- جومانجی: مرحله بعدی (۲۰۱۹)
- آشوب مدام (۲۰۲۱)
- نیمه خوب (۲۰۲۳)

## آلبوم‌شناسی
- نیکلاس جوناس (۲۰۰۵)
- من کی‌ام؟ (۲۰۱۰)
- نیک جوناس (۲۰۱۴)
- پارسال پیچیده بود (۲۰۱۶)